# Carteria globosa
Carteria globosa là một loài tảo trong họ Chlamydomonadaceae, thuộc chi Carteria.